# Patrick Moya
Patrick Moya (Troyes, 15 dicembre 1955) è un artista francese.
Nato da padre spagnolo, vive e lavora a Nizza. Usa pittura, scultura, disegno, ceramica, performance, live painting (en), installazioni, video, arte digitale.

## Biografia
Moya è arrivato a Nizza all'età di quindici anni.
Ha studiato Belle Arti a Villa Arson per tre anni a Nizza (1974-1977). Ispirato dalla teoria di Marshall McLuhan, ha inventato uno show televisivo chiamato Bonzour Bonzour dove è un artista televisivo. Era la sua prima sperimentazione nella video arte.Nel 1982 pubblica, con le edizioni Bramstocker, un piccolo opuscolo in fotocopia intitolato « Théorie d'un modèle aux Beaux-Arts », in cui vediamo espresse la maggior parte delle idee su cui si basa il suo lavoro futuro: "the message è il mezzo. L'unico messaggio che devo trasmettere è ME. Io sono il medium. Nella televisione in diretta, il vero mezzo ... è l'uomo ” : l'artista deve vivere nella sua opera, il creatore deve mimetizzarsi con la creatura, e rivolgersi al grande pubblico per raggiungere quante più persone possibile.
Per dieci anni è stato assunto come modello di nudo per gli studenti d'arte.
All'inizio degli anni '80, assimilando l'opera alla firma, Moya lavora solo sulle lettere del suo nome, MOYA, dicendo che «l'arte è firma». Ad esempio, nel 1991, ha costruito una scultura monumentale a Taiwan con le lettere del suo nome, durante un simposio di scultura: esiste ancora nel giardino del Kaohsiung Museum of Fine Arts.
Dal 1994, per il "Carnaval Roi des Arts", Moya partecipa al carnevale di Nizza creando o disegnando teste e carri allegorici, oppure come direttore artistico.
Subito nel 1996, realizza la sua prima mostra in un museo (grandi tele e sculture in acciaio) al MAMAC, il Museo di Arte Moderna e Contemporanea di Nizza.
Dopo questo periodo non figurativo, realizza (1997) il suo primo alter ego, un autoritratto caricaturale ispirato al personaggio di Pinocchio che gli permette di rappresentare se stesso nelle sue opere.
Appare un universo personale : prima di tutto con la creazione di Dolly (1999), un personaggio ispirato alla famosa pecora clonata, che diventa l'identità visiva del « Dolly Party » (serate techno nel sud della Francia), nonché uno dei personaggi centrali dell'universo Moya (Moya Land).
Nel giugno 2007, Christian Estrosi, allora Ministro della Francia d'Oltremare, ha inaugurato la pittura murale all'interno di una cappella a Clans, un villaggio nella regione alta di Nizza: questo dipinto racconta la storia di San Giovanni Battista sulla base di autoritratti di l'artista. Lo stesso anno, Patrick Moya ricrea il suo « Moya Land » nel mondo virtuale 3D di Linden Lab (Second Life).
Nell'ottobre 2008 ha partecipato a una grande mostra internazionale dal titolo Rinascimento virtuale che si è svolta presso il Museo Nazionale di Antropologia ed Etnologia della città di Firenze in Italia. Organizzata dal giornalista Mario Gerosa (redattore capo di AD magazine Italia), questa mostra ha riunito molti artisti della Second Life.
Nel 2011 è stato pubblicato da ArtsToArts un catalogo ragionato: 2 volumi, più di 800 pagine, 4.200 opere referenziate, 40 anni di creazione. 
Nell'estate 2011, la storia della civiltà Moya è stata rappresentata sui muri del centro d'arte La Malmaison, a Cannes. Questa mostra, anch'essa realizzata in SL, ha permesso ai visitatori di incontrare l'artista a distanza, di porre domande e di visitare con lui la sua Moya Land virtuale.
Nel 2012 Palazzo Samone ha ospitato la sua mostra “Abecedario”, mentre lo scorso anno al Circolo ‘l Caprissi ha esposto circa cinquanta opere nella mostra “Le avventure di Moya”.
Nel 2012 anche, Patrick Moya ha pubblicato un libro intitolato « l’Art dans le nuage » (edizioni Baie des Anges), in cui analizzava il futuro dell'arte e dell'artista in una nuvola.
"L'universo di Moya" in mostra a Dronero, teatro Iris (26 maggio / 16 giugno 2013)
Nel maggio 2015 è stata pubblicata una nuova biografia, " Le cas Moya " («caso Moya»), che ha dimostrato la coerenza del suo lavoro: Moya ha scritto il suo nome (1979/1989) - Moya ha etichettato immagini anonime con il suo nome (1990/1996) - Il piccolo "moya" è apparso da solo nel suo lavoro (1996/1999) - Moya ha creato il suo universo 2D (1999/2007) - Moya è diventato Maestro del suo universo 3D (2007/2015). Il sogno di Moya si sta realizzando: "essere Tintin piuttosto Hergé, La Gioconda piuttosto Leonardo da Vinci... Essere una Creatura che vive nella sua opera d'arte, vivere una seconda vita di una Creatura che gioca per essere un Artista".
Nell'aprile 2015, un'altra mostra ''Moya Circus'', questa volta a Caserta (Italia), a Museo d'Arte Contemporanea.
Nel dicembre 2015 è tornato nella sua città natale, Troyes, per un'installazione in situ: ha dipinto l'intera mostra sulle pareti della Maison du Boulanger, murales che verranno cancellati al termine della mostra.
Successivamente, Moya è stata scelta dal curatore del Palazzo Ducale di Mantova, Peter Assmann, per una grande mostra monografica in Cantina, dal titolo «Il laboratorio della metamorfosi» (2016).
Da dicembre 2017, una grande retrospettiva nell'"Espace Lympia" (con il sostegno del dipartimento delle Alpi Marittime ) sul porto di Nizza  : dal titolo « Le Cas Moya / l'exposition », la scenografia della mostra ha presentato tutti i diversi lati del suo universo, dall'infanzia al metaverso.
Nell'aprile 2018,  Moya ha esposto « Dolly mon amour » a Palazzo Saluzzo Paesana (Torino).
E, nel 2019, per la Reggia di Caserta, Moya è per un mese un « Royal Transmedia », con diversi dipinti di grande formato, una serie di ritratti «neoclassici» (in riferimento ai Borboni) e video che mostrano il suo universo virtuale.
Dopo l'inaugurazione della « Nuova Cappella Moya » (giugno 2019), una piccola cappella dipinta pareti e soffitto, nel villaggio di Le Mas (Alpi marittime, Francia), ha dipinto, in situ, un murale effimero (sorta di gigantesco gabinetto delle curiosità, giugno 2020) sulle pareti di una sala del Museo Massena di Nizza, come parte di un «omaggio a Jean Ferrero», famoso gallerista locale. In questa sala, intitolata « La Collection Moya », è intervistato da Guillaume Durand per Tv5 Monde (trasmissione 300 milioni di critici, trasmissione del 13 giugno 2020).
Nel novembre 2020, « La Télé de Moya » mostra i suoi primi progetti e teorie sulla « televisione live come il futuro dell'arte » (Centro d'arte L'Artistique, a Nizza).
Per la collezione primavera/estate 2023 di Baby Dior, ha firmato con Christian Dior Couture per la creazione di un coniglio e una calligrafia originale per il nome di DIOR. Come annunciava la rivista Avenue Montaigne ; « in collaborazione con l'artista francese Patrick Moya, Baby Dior presenta una capsule decisamente pop. Abitate dall'estetica singolare e plurale dell'artista-performer visivo nizzardo, le creazioni presentano un allegro coniglio rosa che celebra il segno zodiacale cinese dell'anno 2023».
Tre mostre personali nella primavera del 2023: Moyaland, allo Chateau de Courcelles a Montigny-lès-Metz; "Moya, la piccola ceramista", al museo della ceramica Terra Rossa di Salernes, e "Moya, il maestro degli avatar", allo Chateau-Musée Edgar Mélik di Cabries.
Il 16 giugno 2023, inaugurazione da parte di Christian Estrosi, Sindaco di Nizza, della "Grande Dolly Bleue", scultura in resina alta 240 cm, installata ufficialmente in Place du Pin.

## Happenings e installazion
Nel gennaio 2007, Moya partecipa a una Notte Bianca a Modica (Sicilia) con « una mostra in una notte », 14 dipinti realizzati dal vivo.
Esperto fin dagli anni 2000 di “live painting”, Moya batte il suo record nel giugno 2021 a Saint-Raphaël durante “Résonance urbaine”, festival di street-art: in due giorni realizza un affresco lungo 55 metri15 sul muro della spiaggia di Veillat.
Un altro esempio : durante Art Parma Fair 2015, realizza un murales in live painting. Come dice Parma Today, "uno spazio di assoluto riguardo spetterà a Patrick Moya e al suo live painting presentato da Biancoscuro Art Magazine. L'universo virtuale del francese Patrick Moya, si mostra in un live painting a grande scala, come solo l'artista nizzardo sa fare. Saranno davvero tanti i personaggi di Moyaland che prenderanno nuova vita sui pannelli di Art Parma Fair."
A 17 settembre 2016 partecipa ad Arte in Piazza, dove 60 artisti e autori di fumetti francesi e italiani si esprimeranno liberamente in Piazza Bovès a Cuneo, trasformata in una piccola Montmartre, per un fine settimana : "L’artista francese è l’ospite dell’evento". "Il grande artista francese Patrick Moya ha realizzato un coloratissimo murales sulle pareti murarie della piazza."

## Nei mondi virtuali
Dal 1985, ha iniziato a produrre in digitale utilizzando un Thomson MO5. Ha anche usato la celluloide come mezzo su cui grattare il suo nome e riprodurlo come film d'arte. Usa il computer nella sua arte, realizzando immagini 3D, poi video 3D, fino al 2007, quando scopre l'ambiente "Second Life": lì, ha costruito la sua Moya Land e, per estensione, ha diffuso l'etichetta Moya alla frontiera virtuale. Nella sua opera d'arte globale sovversiva, include regolarmente performance dal vivo e interattive tra lui e il pubblico.
Nel 2009 ha partecipato alla prima grande mostra sull'"Arte in Second Life", dal titolo "Rinascimento Virtuale" . Era nel museo di Antropologia ed Etnologia di Firenze, dove un'intera sala era dedicata alla "civiltà Moya".
Ogni anno, dal 2009, organizza il "cyber carnevale" di Nizza, in collaborazione con l'Ufficio del Turismo di Nizza. Con la crisi sanitaria del Covid 19, annullata l'edizione 2021 del carnevale di Nizza, è stato possibile vivere una versione virtuale di questo carnevale nel Moyaland virtuale.
Dal 2008, ogni mostra di Moya è accompagnata da almeno un video girato nel suo universo di Second Life e, molto spesso, da una riproduzione 3D dello spazio espositivo. Sulla stampa si parla sempre di più dell'universo virtuale di Moya.

## Opere d'arte
Moya è un artista prolifico che tocca tutto, dall'evento artistico, alla pittura dal vivo, alla ceramica, al computer, ai disegni, all'arte della moda, al muralismo, alla pittura, all'arte della proiezione, alla scultura e alla videoarte. Il suo corpus di opere è stato inventariato in un catalogo ragionato che comprende oltre 4500 pezzi nell'arco di 40 anni tra il 1971 e il 2011. Il suo lavoro è stato intonacato sui minibus del sistema di trasporto pubblico della città di Cannes, su automobili (Porsche, Fiat 500, Deux-chevaux, Smart, Simca Gordini 1946…), su mucche da "Cow Parades" e campanacci, suabiti firmati e schede USB promozionali emesse dall'Hotel Martinez di Cannes, oltre alla famosa Guida Michelin francese. Ha anche disegnato bambole per l'UNICEF. Moya è uno dei pochissimi artisti moderni ad essere incaricato di dipingere una chiesa cattolica, dedicata a San Giovanni Battista in Clans. I suoi affreschi si trovano in edifici pubblici a Monaco (precisamente l'ospedale Princess Grace), in un collegio ("La Bourgade" a La Trinité), nell'ospedale Pasteur 2 (2015). E una nuova  "cappelle di Moya", a Le Mas, piccolo villaggio delle Alpi Marittime.
Moya è diventato un artista digitale sin dai suoi primi lavori al computer a metà degli anni '80: ora, dal 2007, è proprietario di una Moya Land virtuale nella rete 3D di Second Life.
Oggi Moya vive tra il mondo reale e quello virtuale e, con il suo avatar, risponde ai giornalisti (Radio Canada, 2013), agli studenti (scuole di Belle Arti di Venezia, Québec, Zurigo o Milano), partecipa o organizza numerose mostre, reali o virtuali, riproduce fiere d'arte o musei (Palais de Tokyo a Parigi, museo della Ceramica a Vallauris, collabora con un capo (Christian Sinicropi del Ristorante "La Palme d'Or" a Cannes). Riceve anche visitatori da tutto il mondo e fa per loro un tour guidato in un'auto virtuale.

## Alcune mostre personali
- 1987 : « Les Caprices de Moya » , Galerie municipale des Ponchettes, Nizza, Francia
- 1995: «La mostra di sculture di Moya» , Kaohsiung Museum of Fine Art, Taiwan
- 1996 : « MOYA-MOYA » , MAMAC, Nizza, Francia
- 2003 : « L'Arsenal de Moya » , Retrospettiva, L'Arsenal, Metz, Francia
- 2006 : « L'Arche de Moya » , Toit de la Grande Arche de La Défense, Parigi, Francia
- 2011: «La Civilization Moya» , Centre d'art La Malmaison, Cannes, Francia
- 2013: "Moya in the classics" , Radium art Center, Busan, Corea del Sud
- 2013 : « L'Universo Moya a Dronero » , Teatro Iris, Dronero, Italia
- 2015 : "Moya en abondance", Collégiale St Pierre-la-Cour, Le Mans, Francia
- 2015 : « Moya Circus » , Museo d'Arte Contemporanea (MAC 3), Caserta, Italia
- 2015: "Moya", Miller White Fine Arts, Cape Cod, USA
- 2016 : «  Il laboratoire delle metamorfosi », Cantina, Palazzo ducale, Mantova, Italia
- 2016 (giugno/août): Voyage au Moya Land, Château Madame de Graffigny, Villers-lès-Nancy
- 2017/2018 (dicembre/marzo): Le cas Moya, l'exposition, Galerie Lympia (Espace Culturel Départemental, Conseil Départemental 06), Nizza
- 2018 (aprile) : Dolly mon amour, Palazzo Saluzzo Paesana, Torino (Italia)
- 2019 (marzo): Moya Royal Transmedia, Reggia di Caserta, Caserta (Italia)
- 2020 (giugno-novembre): La Collection Moya, musée Masséna, Nizza (Francia)
- 2020/2021 : (28 novembre 2020 / 4 dicembre 2021), La Télé de Moya, centre d'art L'Artistique, Nizza.